# Wayne Huizenga
Harry Wayne Huizenga (Evergreen Park, Illinois; 19 de diciembre de 1937-Fort Lauderdale, Florida; 23 de marzo de 2018) fue un empresario estadounidense. 

## Biografía
Empezó su carrera tras fundar la empresa Waste Management, dedicada a la gestión de residuos, y posteriormente hizo fortuna con inversiones en Blockbuster Video, AutoNation y Swisher Hygiene. También ha sido propietario de tres franquicias deportivas en Florida: Miami Dolphins (NFL), Florida Panthers (NHL) y Florida Marlins (MLB).
Falleció la noche del 22 de marzo de 2018 a la edad de 80 años tras padecer cáncer.